# Controinquartato
Controinquartato è un termine utilizzato in araldica per indicare, in uno scudo inquartato, il quarto che è a sua volta inquartato. Il termine è usato anche per indicare lo scudo inquartato con la bordura inquartata a smalti alternati.

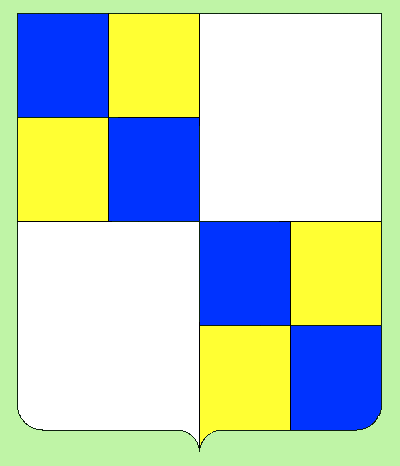
Inquartato: il 1° e 4° controinquartati d'azzurro e d'oro
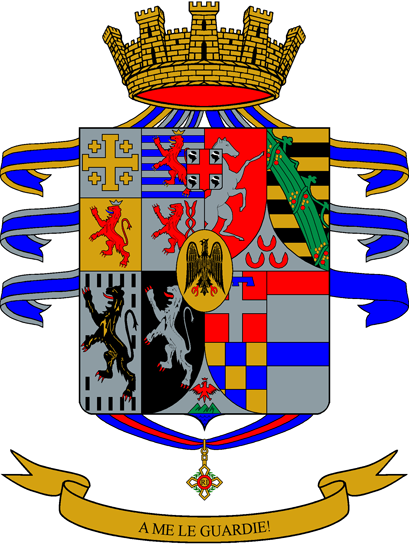
Inquartato: il 1° e 4° controinquartati (1º Reggimento "Granatieri di Sardegna")
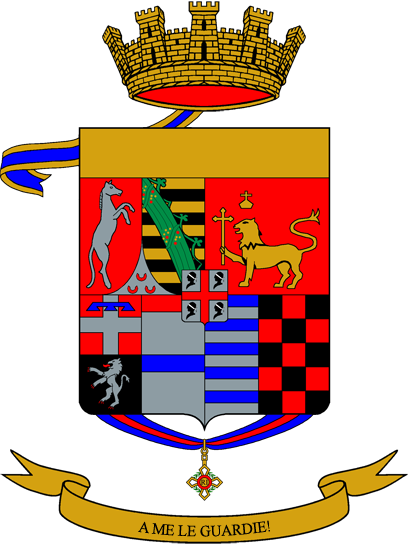
Inquartato: il 3° controinquartato (3º Reggimento "Granatieri Guardie")
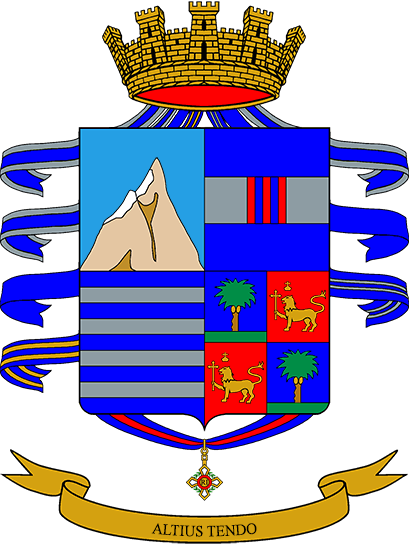
Inquartato: il 4° controinquartato (3º Reggimento alpini)
Il 2º e il 3º controinquartato d'oro e di nero (Auby, Francia)
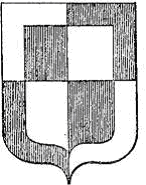
Bordatura contrinquartata
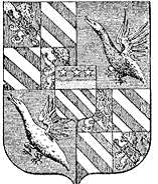
Inquartato contrinquartato